# Латания
Лата́ния (лат. Latania) — род пальм, классифицирован Коммерсоном.
Ствол у латаний прямой, немного расширенный у основания, листья веерные, расположены в верхней части ствола. Деревья достигают высоты 10-12 м.
Латании также выращивают на территориях с тропическим климатом или в оранжереях, так как плохо переносят похолодания уже ниже 18-20 °С.

## Виды
По информации базы данных The Plant List, род включает 3 вида, все — эндемики Маскаренских островов.
- Latania loddigesii Mart. — Латания Лоддигеза, в диком виде произрастают только на Маврикии.
- Latania lontaroides (Gaertn.) H.E.Moore — Латания лонтароидная, растёт исключительно на острове Реюньон.
- Latania verschaffeltii Lem. — Латания Вершаффельта, в диком виде произрастают только на Маврикии.